# Celostátní informační systém o jízdních řádech
Celostátní informační systém o jízdních řádech (CIS JŘ) je v České republice informační systém veřejné správy obsahující jízdní řády veřejné dopravy. Na smluvním základě byl na objednávku ministerstva dopravy a spojů vytvořen v letech 1998–1999. Novelizačním zákonem 150/2000 Sb. byl pojem s účinností od 1. července 2000 zaveden do § 2, § 7 a § 41 zákona o silniční dopravě č. 111/1994 Sb. a organizace systému byla na základě zákonného zmocnění upravena § 7 vyhlášky č. 388/2000 Sb. K provozování systému zákon zmocňuje ministerstvo dopravy (původně ministerstvo dopravy a spojů), které však podle zákona může tuto svou povinnost delegovat na jinou právnickou osobu. Zákon č. 111/1994 Sb. zajistil dodávání schválených jízdních řádů veřejné silniční linkové dopravy do systému a stanovil, že systém je veden „pro potřeby veřejnosti“, rozsah a formu poskytování dat a služeb však nezmiňuje. Pověřovací smlouva mezi ministerstvem dopravy a společností CHAPS označuje navazující služby vyhledávače spojení i navazující registry stanic, zastávek a terminálů, dopravců a linek a tratí za součást CIS JŘ. Vyhláška 122/2014 Sb. poprvé stanovila výstupy ze systému, a to pouze zpřístupnění jízdních řádů v základním i datovém formátu, zatímco navazující služby jako vyhledávač spojení a dodatečné zpracování jízdních řádů pro účely vyhledávače nezmiňuje. Původně systém povinně zahrnoval pouze veřejnou silniční linkovou dopravu mimo MHD, novelizace roku 2010 do něj zahrnula i městskou autobusovou dopravu a železniční dopravu na celostátní dráze a regionálních drahách. Městské dráhy, lodní a leteckou dopravu a veřejnou dopravu nemotorovými vozidly do něj zákon nezahrnuje. 

## Pověření k vedení CIS a privatizace veřejných dat

### ČSAD ÚAN Praha-Florenc
Dne 31. března 1998 (dle smlouvy s CHAPS) či 31. srpna 1998 (dle ukončovací smlouvy s ČSAD ÚAN Praha-Florenc) uzavřelo ministerstvo smlouvu o vedení CIS JŘ s ČSAD ÚAN Praha-Florenc a.s. Předávacím protokolem ze 14. července 1999 bylo potvrzeno, že CIS JŘ byl vytvořen a uveden do rutinního provozu. K 30. listopadu 2000 práva přešla na společnost stejného názvu a právní formy, ale s jiným IČ, která byla právním nástupcem původního smluvního partnera. 
Teprve 1. července 2000 se CIS JŘ stal registrem vedeným na základě zákonné povinnosti. 
Roku 1998 byl také vyhledávač spojení ABUS, vyvinutý společností ČSAD SVT Praha s.r.o v návaznosti na místenkový systém AMSBUS, integrován do vyhledávače IDOS společnosti CHAPS.

### CHAPS
Společnost CHAPS s.r.o. vlastnila internetové domény idos.cz a jizdnirady.cz, na nichž již před získáním tohoto pověření provozovala vyhledávač dopravních spojení IDOS. Ministerstvo dopravy a spojů pod vedením Jaromíra Schlinga uzavřelo v zastoupení Arnoštem Bělohlávkem, ředitelem odboru veřejné a kombinované dopravy, 27. července 2001 smlouvu s brněnskou firmou CHAPS s. r. o., ve které na dobu určitou do 31. 12. 2005 výhradně a nepřenosně pověřuje CHAPS vedením CIS JŘ pro potřeby veřejnosti a stanoví mu k tomu podmínky. Pokud však žádná ze smluvních stran nedoručí do 90 dnů před koncem platnosti smlouvy prohlášení, že na jejím ukončení trvá, prodlužuje se platnost smlouvy vždy o dalších 30 měsíců – dodatkem z 29. září 2010 bylo toto prodlužování zkráceno na 18 měsíců. CHAPS nemá nárok na finanční úhradu ze strany ministerstva, ale ministerstvo mu ve smlouvě zajistilo monopol na data tohoto veřejného systému. Podle vymezení předmětu smlouvy má CHAPS systém zabezpečit softwarově a metodicky tak, aby byl veden způsobem umožňujícím poskytnutí komplexní informace o nejvhodnějším dopravním spojení v úseku mezi výchozím a cílovým místem specifikovaným cestující veřejností a to při použití veřejné linkové osobní dopravy nebo při použití vzájemné kombinace více druhů veřejných osobních doprav v případě jejich zařazení do CIS.
Smlouva o pověření po společnosti CHAPS požaduje vybavení k tomu, aby CIS obsahoval nejméně:
- datovou bázi jízdních řádů
- registr nádraží, stanovišť a zastávek
- číselník linek a tratí
- registr dopravců.

Smlouva zajistila bezplatný přístup k aktuálním údajům JŘ a zároveň i jejich distribuci v elektronické podobě ministerstvu dopravy a spojů, na základě samostatných smluv pak jednotlivým dopravním úřadům, podle dodatku z 15. února 2005 též krajům. Dále smlouva ukládá provozovateli zajistit provozování celostátního informačního telefonického pracoviště pro cestující (to již nikoliv bezplatně), zajistit distribuci programu pro vyhledávání dopravního spojení a zveřejnění výstupů z něj na internetu a dle technických a obchodních možností zveřejnit výstupy z programu též prostřednictvím SMS, wap, informačních stojanů a případně dalších médií. Smlouva dala provozovateli právo k výhradnímu užívání a šíření datové základy CIS v jejích programových produktech a zároveň mu uložila povinnost použít v nich označení Celostátní informační systém o jízdních řádech. Softwarový produkt umožňující využití digitalizovaných dat jízdních řádů označuje smlouva výslovně za součást CIS JŘ. Ministerstvo dopravy a spojů se ve smlouvě firmě CHAPS zavázalo vytvořit podmínky k tomu, aby údaje poskytované do CIS JŘ nebyla poskytnuty třetím osobám.
Smlouva tedy zprivatizovala data veřejného informačního systému ve prospěch společnosti CHAPS, respektive poskytla jí monopol na tato data jako prebendu za provozování CIS JŘ. Dodatek smlouvy z 29. 9. 2010 tento monopol lehce korigoval tím, že provozovatele zavázal „poskytnout ministerstvu součinnost“ při poskytování informací podle zákona o svobodném přístupu k informacím.

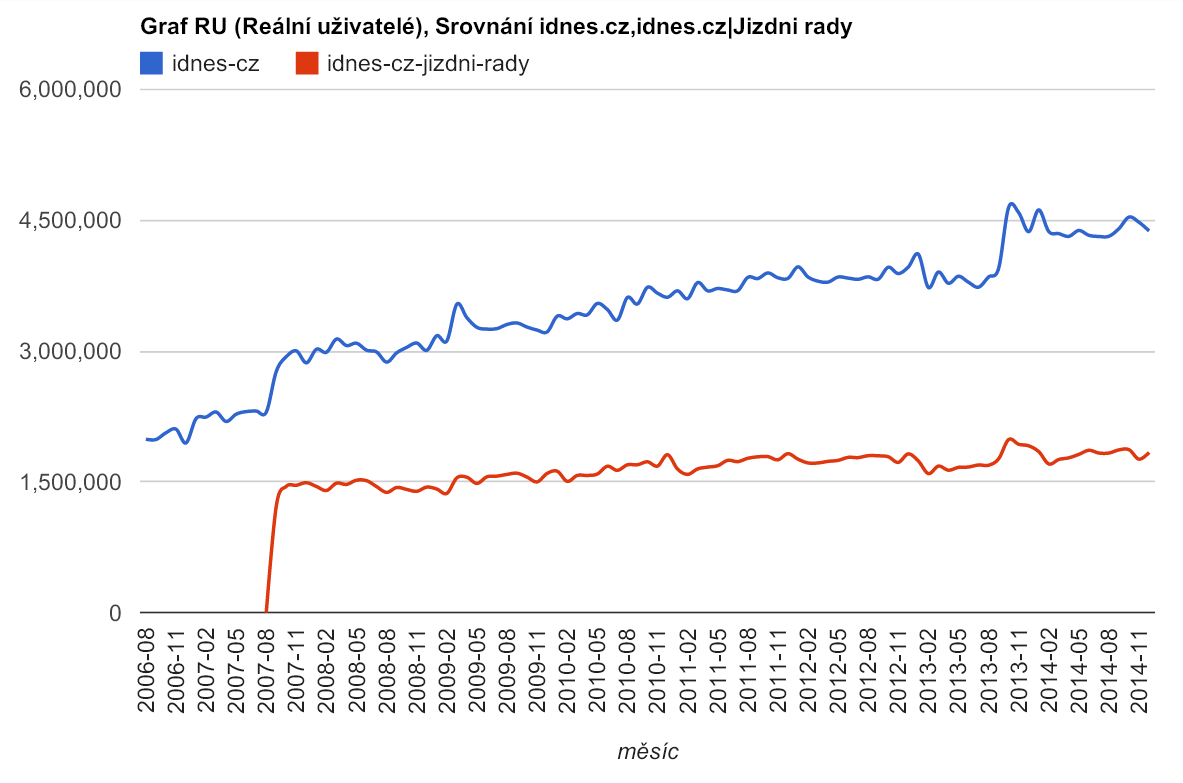
Návštěvnost Idnes.cz a Jízdní řády

Ačkoliv smlouva je v úvodu označena jako nepřenositelná, CHAPS v roce 2006 přesměroval své domény na jizdnirady.atlas.cz, čímž portálu atlas.cz výrazně stoupla návštěvnost, atlas též na stránky vyhledávače dodával reklamu. Od roku 2007 CHAPS převedl provozování webového vyhledávače dopravních spojení na společnost MAFRA a.s. a přesměroval své domény na doménu jizdnirady.idnes.cz. Podle výzkumného projektu NetMonitor v září 2013 dosáhla celková návštěvnost iDnes.cz 3 947 238 reálných uživatelů (RU), z čehož 1 763 874 RU, tj. 45 % návštěvnosti, připadalo na jizdnirady.idnes.cz.
26. srpna 2014 Tomáš Chlebničan, jednatel společnosti CHAPS, zpochybňoval, že by ustanovení prováděcí vyhlášky o způsobu zpřístupnění dat v rámci právní úpravy organizace CIS JŘ ukládalo povinnost provozovateli CIS JŘ. Zároveň tvrdil, že ustanovení se vztahuje pouze na data regionální autobusové dopravy a nevztahuje se na data MHD a železniční dopravy. Pro CHAPS představuje IDOS zhruba třetinu obratu.

### Boj o zpřístupnění dat
Se společností Seznam.cz CHAPS údajně odmítal a odmítá jednat dokonce i o zpoplatněném zpřístupnění dat. Seznam.cz se na základě zákona o svobodném přístupu k informacím obrátil na ministerstvo dopravy se žádostí o poskytnutí kompletních aktualizovaných informací ve zdrojovém formátu. Ministerstvo je však poskytlo v jiném než požadovaném formátu s odůvodněním, že k přenosovým souborům a výsledkům vlastní činnosti zpracovatele nemá přístup. Dne 21. listopadu 2011 požádal Seznam.cz o poskytnutí informací společnost CHAPS, která je pověřená k vedení CIS JŘ na základě zákona, avšak ta odmítla vyhovět s odůvodněním, že není povinným subjektem podle zákona o svobodném přístupu k informacím. Seznam.cz se proti tomuto zamítnutí odvolal k ministerstvu dopravy, na což ministerstvo odpovědělo, že CHAPS není povinným subjektem a ministerstvo není jeho nadřízeným orgánem. Seznam.cz poté podal k ministrovi dopravy podnět k opatření proti nečinnosti podle správního řádu, tomu však ministr nevyhověl. Seznam.cz se proto obrátil na krajský soud v Brně. Ten se přiklonil k úvaze, že svěřuje-li zákon určitý výkon veřejné správy správnímu orgánu a současně tomuto správnímu orgánu umožňuje tímto výkonem veřejné správy pověřit jiný subjekt, je třeba na tento pověřený subjekt nahlížet při výkonu veřejné správy shodně jako na správní orgán, který je primárně k výkonu této veřejné správy určen. Soud též přezkoumal charakter obchodní společnosti CHAPS ve vztahu k vedení CIS JŘ a usoudil, že pověřovací smlouvou de facto vznikla společnost CHAPS jako vykonavatel veřejné správy a ve vztahu k této činnosti je třeba ji považovat za veřejnou instituci, jejímž nadřízeným správním orgánem je ministerstvo, které ji touto činností pověřilo. Krajský soud v Brně 7. června 2013 zrušil rozhodnutí společnosti CHAPS z 9. 12. 2011 i rozhodnutí ministerstva dopravy z 16. 1. 2012. Soud ale konstatoval, že se zatím nemůže vyjádřit k tomu, zda povinný subjekt byl povinen poskytnout data ve vyžadované podobě. Proti rozsudku nepodalo kasační stížnost ministerstvo dopravy, které rozsudek akceptovalo, ale společnost CHAPS, která vůbec nebyla účastníkem řízení, a mimo jiné právě na to si v kasační stížnosti stěžovala, rozhodnutí krajského soudu kvůli tomu označila za zmatečné a nezákonné a dožadovala se odkladného účinku. Nejvyšší správní soud 27. září 2013 kasační stížnost společnosti CHAPS odmítl, protože nebyla oprávněna ji podat a protože „v daném případě se jedná o výkon veřejné správy právnickou osobou soukromého práva (pravomoc), nikoliv o výkon subjektivních práv a povinností této právnické osoby.“. Seznam.cz poté podle svého sdělení údajně znovu požádal o kompletní aktualizované údaje o jízdních řádech ve zdrojových formátech, avšak CHAPS tvrdil, že obdržel pouze žalobu pro nečinnosti kvůli neposkytnutí informací na základě původní žádosti, předchozí stížnost Seznamu u ministerstva dopravy ministerstvo zamítlo jako neoprávněnou pro opožděnost.
Krajský soud v Brně v červnu 2013 CHAPSu přikázal data předat. CHAPS neuposlechl a Seznam na ni v září 2013 podal stížnost a později ještě správní žalobu. Krajský soud potom znovu nařídil CHAPSu, aby data předal. Námitku CHAPSu, že Seznam včas nepodal stížnost na to, že data nedostal, přitom soud odmítl. Nejvyšší správní soud (čj. 3 As 26/2014–62) však rozsudek krajského soudu zrušil na základě argumentu, že Seznam v roce 2013 nesplnil lhůtu na podání žádosti, a tím pádem „řádně nevyčerpal procesní prostředky nápravy, které měl k dispozici ve správním řízení“. Na konci června 2015 Ústavní soud ČR na základě stížnosti Seznamu.cz zrušil rozsudek Nejvyššího správního soudu ČR s odůvodněním, že výklad krajského soudu byl správnější, protože byl šetrnější k základním právům stěžovatelky (Seznam.cz) na soudní ochranu a na informace a protože není možno judikatorně dotvářet další procedurální překážky přístupu k informacím.
Na základě podnětu Seznam.cz se Úřad pro ochranu hospodářské soutěže zabývá podezřením ze zneužití dominantního postavení společnosti CHAPS.
Zájem zahrnout to svých map vyhledávač dopravních spojení projevil i Google, který od ledna 2013 poskytoval alespoň spojení v rámci PID na základě dat poskytnutých Dopravním podnikem hl. m. Prahy.
O data neúspěšně usiloval i server iHNed.cz, který je chtěl pro vznik projektu měřícího změny v pražské hromadné dopravě a setkal se prý z obstrukcemi ze strany pražského dopravního podniku.
13. března 2014 spustila skupina Rockaway projekt Bileto.cz pro prodej vlakových jízdenek, přičemž aplikace umí vyhledat spojení, porovnat ceny jízdenek a zjistit počet volných místenek k prodeji. Bileto oznámilo spolupráci se Seznamem.cz, který nedlouho předtím oznámil, že si našel k jízdním řádům cestu, která CHAPS obchází. Provozovatel Bileto.cz o sobě ve své tiskové zprávě napsal, že na otázku po zdroji jízdních řádů odpověděl ve stylu, že pracují s daty z více zdrojů, které jsou jim dostupné. Šéf produktu Jan Antonín Kolář sdělil, že jeho společnost věří, že data o jízdních řádech mají veřejnou povahu a je jen otázka času, než budou zpřístupněna, ale protože probíhající soudní řízení ukazuje, že může jít ještě o běh na dlouhou trať, tak začali hledat jinou cestu.
Web E15 uvádí, že ministerstvo dopravy nechce Chaps „odstřihnout“ kvůli jeho proprietárním systémům, protože převést data na otevřený formát by bylo záležitostí mnoha měsíců a ministerstvo si pověst v IT pošramotilo už nefunkčním registrem vozidel a nechce to samé riskovat také v tomto případě. E15 také zmiňuje, že „případ zmiňovaných jízdních řádů je napojený na politické struktury a živí hodně lidí“.
Brněnský magazín Smart Cities (již neaktivní) „o chytrých technologiích pro efektivnější správu měst a obcí“, vydávaný Ondřejem Doležalem, v čísle 1/2014 v rámci série článků o otevřených datech připomíná, že plánovač IDOS byl v roce 2012 vyhodnocen Evropskou komisí jako nejlepší plánovač v Evropě a získal i řadu dalších ocenění (POLITE, Interreg IV) a Česká republika má v rámci EU prvenství i v podílu osob cestujících veřejnou dopravou, a varuje, že necitlivé či násilné otevření dat může nadělat více škody než užitku. Podle článku tkví výjimečný úspěch projektu právě v tom, že jej vytvořila a provozuje soukromá společnost bez státní finanční podpory, a data následným zpracováním, včetně propojování s daty o dopravě v reálném čase, získávají výraznou přidanou hodnotu. Do obdobného systému ve Spojeném království, Transport Direct, stát investoval během 8 let 100 milionů liber (tj. cca 3 miliardy Kč). CHAPS odhaduje reálnou roční hodnotu své služby, z hlediska poptávky 24× zatíženější, na 10–20 milionů Kč za CIS JŘ, 5 milionů za CISReal a 10–15 milionů za IDOS, tj. celkem na 25–40 milionů Kč ročně, v čemž jsou zahrnuty i náklady na kontinuální vývoj a softwarovou údržbu a přiměřený zisk, bez započtení umoření nákladů na vývoj systému, vysokou úroveň poskytované služby (SLA), vlastní iniciativou řešené problémy a další parametry. Podle odhadu časopisu Smart Cities je britský systém financovaný státem přibližně 15x dražší.

### Legislativní vývoj
Zákon o silniční dopravě vůbec neupravuje zveřejňování dat z CIS JŘ, a nečinila tak ani prováděcí vyhláška 388/2000 Sb., která měla stanovit organizaci CIS JŘ. 
V rámci připomínkového řízení k návrhu vyhlášky o jízdních řádech, předloženého 25. června 2013 ministerstvem dopravy, Úřad pro ochranu hospodářské soutěže uvedl, že návrh vyhlášky neřeší stěžejní problém související s daty o jízdních řádech, a to jejich nedostupnost, v důsledku čehož by nadále přetrvávaly nerovné podmínky soutěže pro subjekty, které chtějí na datech o jízdních řádech postavit své služby. V důsledku nedostupnosti dat o jízdních řádech, ke kterým má jedinečný přístup pouze společnost CHAPS, dochází podle ÚOHS k vyloučení efektivní hospodářské soutěže, a to nejen na trzích, na kterých společnost CHAPS s využitím takových dat působí. Přitom úřad připomněl, že vede předběžné šetření týkající se možného porušení zákona o ochraně hospodářské soutěže ze strany společnosti CHAPS, která odmítá poskytovat ostatním subjektům data o jízdních řádech. Data ve formátech pdf a xls nemají garantovanou strukturu a tento stav odrazuje soutěžitele od investic do strojového zpracování dat o jízdních řádech a brání ve vytváření nových produktů a služeb. Diskutabilní je podle ÚOHS rovněž strojová zpracovatelnost formátů .xls a .pdf. ÚOHS se postavil za stanovení povinnosti společnosti CHAPS soustavně zveřejňovat aktualizovaná data o jízdních řádech v takové podobě, v jaké je dostává od subjektů povinných jí tato data poskytovat, jako alternativu připustil zveřejňování v otevřeném, běžně používaném, strojově zpracovatelném formátu s přesně definovanou a garantovanou strukturou informací v něm obsažených. Rovněž Hospodářská komora ČR připomněla, že jsou třetí strany zásadně diskriminovány v přístupu k datům CIS JŘ a že vyhláška nezohledňuje novelu směrnice 98/2003/EC PSI ze dne 26. 6. 2013 o dalším využití dat veřejného sektoru třetími stranami, jejíž obsah byl Evropskou komisí anoncován v dubnu 2013, a namítla, že navrhovaná právní úprava není v souladu s právními předpisy i ústavním pořádkem České republiky, právem Evropské unie ani zákonným zmocněním k jejímu vydání. S původním vypořádáním připomínek ministerstvem ÚOHS nesouhlasil, a proto bylo příslušné ustanovení přepracováno znovu, a to tak, že ÚOHS již souhlasil.
V listopadu 2013 na slavnostním vyhlášení ankety Křišťálová Lupa 2013 mluvčí ministerstva dopravy Tomáš Neřold při přebírání anticeny za „nerovný, výhradně komerční přístup k datům veřejné povahy“ oznámil, že ministerstvo brzy vydá vyhlášku, která by měla ukončit monopol na data o jízdních řádech. Teprve tato vyhláška, 122/2014 Sb., stanovila, že jízdní řády jsou neprodleně po jejich postoupení do celostátního informačního systému o jízdních řádech zveřejňovány způsobem umožňujícím dálkový přístup, přičemž s výjimkou jízdních řádů schválených zahraničními úřady mají být jízdní řády uveřejňovány též v datovém formátu způsobem umožňujícím automatizované zpracování.
Evropská komise 10. dubna 2013 navrhla novelizaci směrnice o veřejných datech z roku 2003, která členským státům Evropské unie nařídí otevřít veřejná data ze státní správy ve formátu čitelném všem zájemcům, ať už zdarma nebo za symbolický poplatek. Státy EU by v případě přijetí tohoto návrhu Evropským parlamentem měly do 18 měsíců zapracovat požadavek do svých legislativ.

## Obsah systému

### Jízdní řády
V CIS JŘ musí být povinně obsaženy jízdní řády veřejné silniční linkové osobní dopravy (do 30. června 2010 zákon z této povinnosti vyjímal jízdní řády městských linek provozovaných jen na území města) a jízdní řády osobní dopravy na celostátních a regionálních železničních drahách (postupované podle § 41 odst. 3 zákona o drahách, přidaného novelizačním ustanovením Zákona o veřejných službách v přepravě cestujících).
Dopravce v silniční dopravě je povinen předat jízdní řád dopravnímu úřadu ke schválení ve formátu a struktuře dat požadované dopravním úřadem. Dopravní úřad jej postoupí do systému neprodleně po schválení, avšak řádné schvalování probíhá tak, aby jej bylo možno postoupit nejpozději 15 dnů před začátkem jeho platnosti. Jízdní řád mezinárodní dopravy původně nepostupoval do CIS JŘ ministerstvo, které jej schvaluje, ale sám tuzemský dopravce; ministerstvo však provozovateli CIS do 10 dnů po vydání rozhodnutí mělo oznamovat údaje o schválení nového jízdního řádu nebo o pozbytí platnosti licence a jízdního řádu mezinárodní linkové dopravy. Podle vyhlášky 122/2014 Sb. již mezinárodní jízdní řády postupuje do CIS samo ministerstvo, a to bezprostředně po schválení. Postupování jízdního řádu do CIS JŘ ukládá § 17 odst. 2 zákona č. 111/1994 Sb. V případě ukončení platnosti jízdního řádu z důvodu pozbytí platnosti vydané licence nebo povolení oznámí tuto skutečnost dopravní úřad nebo ministerstvo neprodleně, jakmile se o ní dozví. 
Údaje  z  platného jízdního řádu železniční dopravy zpracovaného po projednání návrhu jízdního  řádu  s  Ministerstvem  dopravy s kraji a s dopravci na dráze předá   provozovatel   dráhy   v   dohodnutém   rozsahu  bezúplatně  do  Celostátního informačního systému o jízdních řádech na základě povinnosti stanovené v § 40 odst. 3 Zákona o dráhách. Podle § 51 odst. 5 písm. k) se za porušení  této  povinnosti uloží pokuta až do 1 000 000 Kč.

### Seznam názvů zastávek
Vyhláška 122/2014 Sb. nově stanovila, že součástí CIS JŘ je seznam úplných a zkrácených názvů zastávek, přičemž 
- úplný název zastávky se skládá z nezkráceného názvu obce a případně z nezkráceného názvu místní části a bližšího určení umístění v obci,
- zkrácený název zastávky je vytvořen z úplného názvu podle obecných pravidel pro zkracování slov.

V seznamu zastávek jsou dále obsaženy vybrané informace o rozšířených přepravních možnostech a dalších službách v zastávce.  
Zařazení nové zastávky, vyřazení zrušené zastávky, změnu názvu stávající zastávky nebo změnu rozsahu poskytování přepravních a dalších služeb v zastávce oznámí dopravní úřad do celostátního informačního systému o jízdních řádech spolu s datem, k němuž toto opatření vstupuje v platnost. Jízdní řády smí obsahovat pouze názvy z tohoto seznamu.

### Pomocné registry
Pověřovací smlouva se společností CHAPS předpokládá jako součást CIS JŘ ještě přinejmenším registr nádraží, stanovišť a zastávek, číselník linek a tratí a registr dopravců. Zákon ani prováděcí vyhláška tyto pomocné registry nezmiňuje. 
V souvislosti s tím, že ministerstvo v návrhu vyhlášky 132/2014 Sb. bez opory v zákoně začalo rozlišovat úplný název zastávky a takzvaný zkrácený název zastávky. Když však Hospodářská komora, inspirována touto změnou, v rámci připomínkového řízení požadovala, aby mandatorní částí popisu zastávek veřejné dopravy byly také souřadnice (poloha) zastávky ve vhodném souřadnicovém formátu (WGS 84), ministerstvo požadavek zamítlo s tím, že „názvy zastávek vycházejí z rozhodnutí o udělení licencí, která tento údaj neobsahují“.
Zákon o silniční dopravě dosud identifikuje zastávky pouze názvem a tedy negarantuje v licencích ani jízdních řádech rozlišení stejnojmenných zastávek (stání). 

### Informační služby
Zákon o silniční dopravě 111/1994 Sb. ve znění novely, která zavedla CIS JŘ, ani prováděcí vyhláška 388/2000 Sb. nestanovily vůbec žádné požadavky ohledně výstupů a služeb informačního systému CIS JŘ; zákon pouze stanovil, že je systém veden „pro potřeby veřejnosti“.  
Pověřovací smlouva ministerstva se společností CHAPS ukládá provozovateli zajistit bezplatné zpřístupnění dat ministerstvu, dopravním úřadům a podle dodatku i krajům, avšak nikoliv automaticky ze zákona, ale na základě separátních smluv. Dále smlouva požaduje v rámci CIS JŘ provozovat celostátní informační telefonické pracoviště pro cestující (to již nikoliv bezplatně), zajistit distribuci programu pro vyhledávání dopravního spojení a zveřejnění výstupů z něj na internetu a dle technických a obchodních možností zveřejnění výstupů z programu též prostřednictvím SMS, wap, informačních stojanů a případně dalších médií. Smlouva provozovateli uložila povinnost použít v nich označení Celostátní informační systém o jízdních řádech. Softwarový produkt umožňující využití digitalizovaných dat jízdních řádů označuje smlouva výslovně za součást CIS JŘ. 
Fakticky CHAPS provozuje pro CIS JŘ tři weby. Na doméně cisjr.cz je web sloužící ke vkládání dat do systému a ke zveřejnění dalších informací pro zpracovatele jízdních řádů a vkladatele dat. Další z webů, portál jízdních řádů, prozovatel nadepsal názvem Celostátní informační systém o jízdních řádech, z tohoto webu však nevedou odkazy na vyhledávač spojení. Do webu jsou integrovány odkazy na jízdní řády tří integrovaných dopravních systémů, které jsou vedeny na bázi software od CHAPS jinými subjekty na samostatných webech. Třetím webem je vyhledávač spojení IDOS – tento web, navzdory tomu, že využívá data veřejné povahy, která CHAPS dostává v rámci svého nepřenositelného pověření, CHAPS postupně převedl nejprve na web Atlas.cz a poté na web idnes.cz a chybí na něm i název CIS JŘ, je na něm však zneužito logo ministerstva dopravy. Web v zápatí prohlašuje, že „publikování a další šíření informací bez souhlasu autorů je zakázáno.“ Z vyhledávače IDOS je odkazován i portál jízdních řádů. 
Vyhláška 122/2014 Sb. stanovila, že jízdní řády jsou neprodleně po jejich postoupení do celostátního informačního systému o jízdních řádech zveřejňovány způsobem umožňujícím dálkový přístup, přičemž s výjimkou jízdních řádů schválených zahraničními úřady mají být jízdní řády uveřejňovány též v datovém formátu způsobem umožňujícím automatizované zpracování.

## Slovensko
Na Slovensku je na bázi software od CHAPS provozován Celoštátny informačný systém o cestovných poriadkoch. Portál jízdních řádů je zveřejněn na webu portal.cp.sk a jako provozovatelé jsou v zápatí uvedeny INPROP s.r.o. (Spoločnosť pre informatiku, prognózy a optimalizáciu),  Zväz autobusovej dopravy a MDVRR SR (Ministerstvo dopravy, výstavby a regionálneho rozvoja SR), podle úvodní stránky web vytvořil Zväz autobusovej dopravy v spolupráci se společností INPROP s.r.o. Z portálu jízdních řádů je odkazován slovenský vyhledávač spojení IDOS na doméně cp.atlas.sk, na němž je informace, že jej vede společnost INPROP, s. r. o., přičemž data pro CIS CP poskytují orgány státní správy, dopravci a spolupracující organizace. 
CIS CP byl zaveden na základě iniciativy společnosti INPROP. V listopadu 2008 proběhlo jednání, na němž se tato společnost s MDPT SR (Ministerstvo dopravy, pôšt a telekomunikácii Slovenskej republiky) dohodla na testovacím provozu CIS CP, který měl pokrýt jízdní řády mezinárodních linek, schvalované přímo ministerstvem. Testovací provoz začal v 1. pololetí 2009. Následně se měl systém rozšířit na jízdní řády dálkových a příměstských linek všech slovenských dopravců. Jednatel žilinské společnosti INPROP Ing. Ivan Jančura v březnu 2009 uvedl, že tento krok bude muset být podpořený legislativní úpravou, která umožní ustanovit správce CIS CP. Přijetí takové legislativní úpravy očekával koncem prvního pololetí 2009.
CIS CP nakonec nemá žádnou přímou legislativní podporu, nicméně například metodika Žilinského samosprávného kraje pro schvalování jízdních řádů z roku 2003 zmiňuje, že lhůta pro zveřejnění schváleného jízdního řádu v CIS CP a informačních systémech jednotlivých autobusových nádraží je minimálně 10 dní. S jednotlivými kraji má INPROP zřejmě uzavřeny smlouvy o využívání internetového portálu CISnet pro schvalování jízdních řádů v datovém formátu.

## Jiné státy
Podle jednatele společnosti CHAPS je CIS JŘ z hlediska propracovanosti legislativy i rozsahu dat, která jsou centrálně sbírána, v Evropě naprosto ojedinělý. Zárodky jiných podobných systémů jsou většinou jen na úrovni geograficky nižších celků než na celostátní úrovni. Naopak nevýhodou je proprietární formát dat JDF, zatímco ve světe se stává standardem GTFS, vytvořený a prosazovaný společností Google.